# HD 2942
HD 2942，又名BD+27 84，SAO 74090、HR 134，是一颗恒星，视星等为6.3，位于銀經117.96，銀緯-34.41，其B1900.0坐标为赤經0h 27m 32.4s，赤緯+27° -34.41′ 41″。